# La misura della mia speranza
La misura della mia speranza (in spagnolo El tamaño de mi esperanza) è una raccolta di saggi scritta da Jorge Luis Borges nel 1926. Gli scritti presenti comprendono: La pampa e i sobborghi sono, L'avventura e l'ordine.